# سان، نروژ

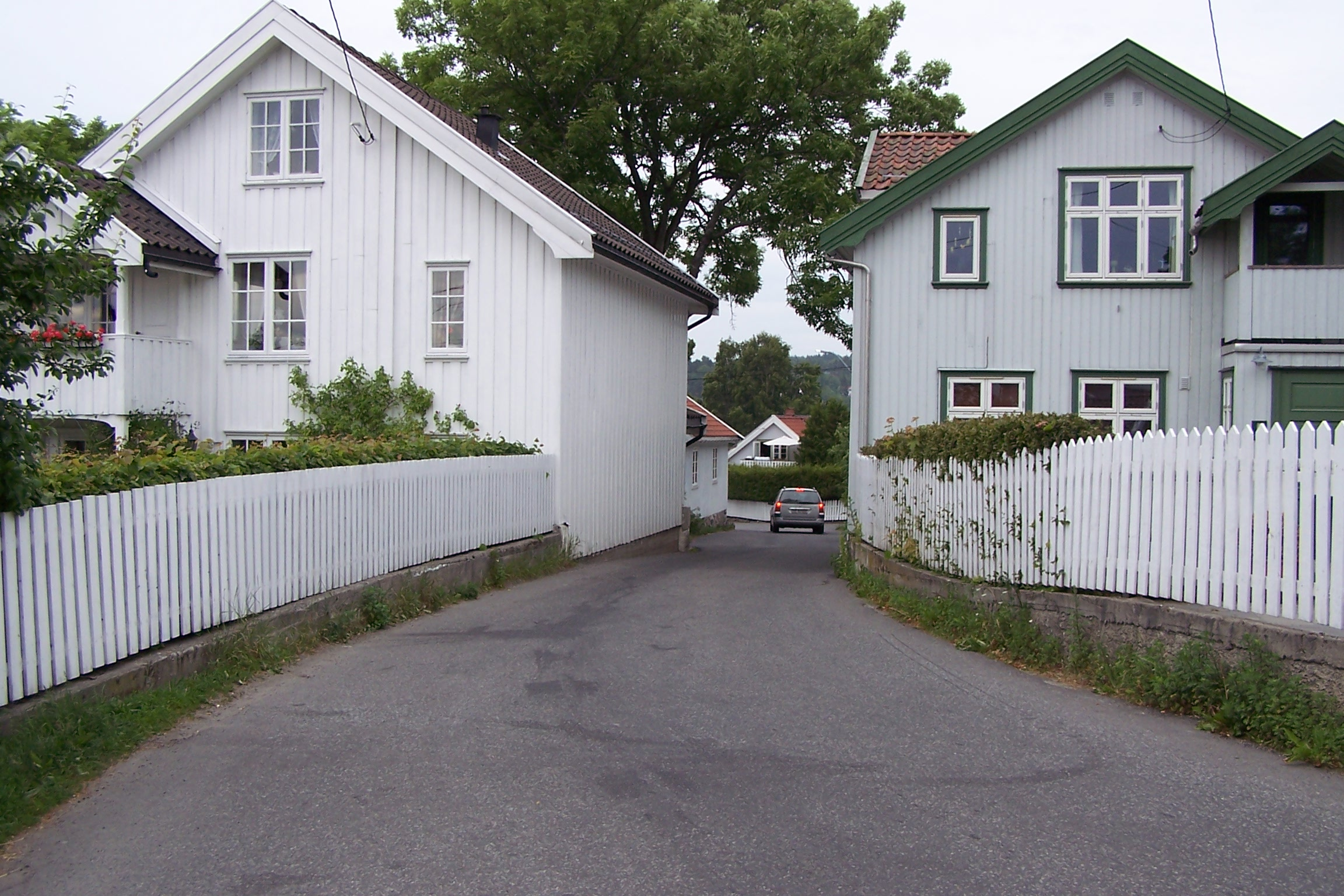
سان، نروژ

سان (به لاتین: Son) یک منطقهٔ مسکونی در نروژ است که در Vestby واقع شده‌است.